# مونيكا لين
مونيكا لين (بالإنجليزية: Monica Lynn)‏ هي ملحنة أمريكية، ولدت في 20 يونيو 1964.